# تقسیم (موسیقی)
تقسیم یک فرم ملودیک در موسیقی ترکی، عربی، یونانی و مناطق خاورمیانه است که متشکل از بداهه نوازی است و معمولاً قبل یک قطعهٔ موسیقی سنتی اجرا می‌شود.
تقسیم به طور سنتی از یک روند ملودیک مشخص پیروی می‌کند که از نت پایهٔآن مقامی که موسیقی در آن است شروع می شود، و در چند میزان اول در اجناس پایینی آن مقام باقی می‌ماند تا شنونده را با مقام آشنا کند. پس از این مقدمه، بداهه‌نوازی ممکن است در بخش‌های دیگر مقام صورت بگیرد یا با پرده‌گردانی به دیگر مقام‌ها همراه باشد اما نهایتاً با فرود به نت پایهٔ مقام اصلی همراه خواهد بود.

## اجرا
تقسیم یا به صورت تک‌نوازی با ساز اجرا می‌شود یا در آن یک ساز توسط ساز دومی نظیر یک ساز کوبه‌ای همراهی می‌شود. تقسیم ممکن است در یک مقام باشد یا بین چند مقام پرده‌گردانی کند اما اصولاً بر اساس قطعه‌ای از پیش ساخته نیست بلکه به شکل بداهه نواخته می‌شود.
معمولاً تقسیم توسط کسی که با پیچیدگی‌های مقام‌های موسیقی آشنایی کامل دارد اجرا می‌شود. در موسیقی ترکی، علاوه بر تقسیم که معمولاً با ساز اجرا می‌شود، فرم موسیقایی مشابهی برای آواز به کار می‌رود که به آن «غزل» یا «قصیده» گفته می‌شود.
به گفتهٔ دیمیتری کانتمیر، عالی‌ترین نوع تقسیم‌ها، که فقط عدهٔ محدودی از نوازندگان قادر به اجرای آن بوده‌اند، «تقسیم کلی»  نام می‌گرفته که در آن تمام مقام‌های موسیقی اجرا می‌شده‌اند. اجرای چنین تقسیمی گاهی ساعت‌ها طول می‌کشیده و هدف غائی بسیاری از نوازندگان بوده‌است.
تقسیم‌هایی که اینک در موسیقی ترکی متداول هستند، معمولاً کوتاه هستند (۱ تا ۲ دقیقه)، و در سه نوع اصلی طبقه‌بندی می‌شوند: تقسیم‌های «ورودی»  قبل از اجرای یک قطعه که در یک مقام خاص آهنگسازی شده می‌آیند، تقسیم‌های «بینابینی»  بین دو قطعهٔ موسیقی می‌آیند، و تقسیم‌های «گذری»  برای پرده‌گردانی از یک مقام به مقام دیگر استفاده می‌شوند. تقسیم‌های طولانی‌تر (که معمولاً زیر ۱۰ دقیقه هستند) گاهی در جمع خصوصی موسیقی‌دانان اجرا می‌شوند یا در آلبوم‌های موسیقی شنیده می‌شوند اما معمولاً در اجراهای عمومی به کار نمی‌روند. احتمال دارد که فراگیر شدن اجراهای کوتاه‌تر تقسیم، ناشی از محدودیت صفحه گرامافون باشد که اجازهٔ ضبط بیشتر از ۳ تا ۳٫۵ دقیقه موسیقی را نمی‌داد و در نتیجه رادیوها را هم از پخش قطعات طولانی‌تر ناتوان می‌کرد.
برای توصیف روند اجرای مقام‌ها در تقسیم‌های موسیقی ترکی، از لفظ «سیر» استفاده می‌شود. سیر می‌تواند بالارونده باشد (با شروع از نت پایه و صعود به نت‌های بالاتر)، پایین‌رونده باشد (با شروع یک اکتاو بالاتر از نت پایه و پایین آمدن به سمت آن) یا ترکیبی از این دو باشد (با شروع از میانهٔ مقام، از آنچه نت برجسته نامیده می‌شود و گسترش به سمت نت پایه یا یک اکتاو بالاتر از آن). بسیار از تقسیم‌ها ساختار الف-ب-الف دارند، به این شکل که ابتدا قسمتی با شروع از نت پایهٔ مقام اصلی نواخته می‌شود که به آن «زمین» می‌گویند، و پس از آن به قسمت‌های دیگری از مقام یا مقام‌های دیگر پرده‌گردانی صورت می‌گیرد که به آن «میان» گفته می‌شود؛ در نهایت موسیقی به همان نت پایه (یا زمین) بازگشت می‌کند.

## تاریخچه
تقسیم در ابتدای دوره حکومت عثمانی رواج یافت و در موسیقی دراویش رایج بود که چند تقسیم، با یک پیش‌درآمد  دنبال شود و پس از آن موسیقی سازی برای رقص سماع نواخته شود.
اگر چه پیش از این دوره نیز فرم‌های موسیقایی بدون متر در ترکیه رواج داشت (از جمله نشید و استحاله)، اما به نظر می‌رسد که تقسیم در اوایل سدهٔ ۱۷ میلادی شکل گرفته و از این فرم‌های موسیقی و نیز از تجوید (شکلی از خواندن قرآن با موسیقی بدون متر) منشعب شده‌است.

## واژه‌نامه
1. ↑  taksîm-i küllî
2. ↑  giriş
3. ↑  ara
4. ↑  geçiş
5. ↑  seyir
6. ↑  çikici
7. ↑  inici
8. ↑  dominant
9. ↑  zemin
10. ↑  meyan
11. ↑  peşrev